# Sinquefield Cup 2015
El Sinquefield Cup 2015 va ser un torneig d'escacs que va tenir lloc a Sant Louis (Estats Units) entre el 22 d'agost i el 3 de setembre de 2015.
La tercer edició va formar part del Grand Chess Tour de 2015. El torneig va comptar amb set dels millors jugadors del món, una fita només superada pel Torneig d'escacs AVRO de 1938. The Sinquefield Cup és també el torneig més fort del Grand Chess Tour 2015 amb una mitjana d'Elo de 2795.

## Classificació
| #  | Jugador                         | Elo  | 1 | 2 | 3 | 4 | 5 | 6 | 7 | 8 | 9 | 10 | Punts | Victòries | SB    | Punts del Tour |
| -- | ------------------------------- | ---- | - | - | - | - | - | - | - | - | - | -- | ----- | --------- | ----- | -------------- |
| 1  | Levon Aronian (Armènia)         | 2765 | X | ½ | 1 | ½ | ½ | ½ | ½ | 1 | ½ | 1  | 6     | 3         | 25.25 | 13             |
| 2  | Magnus Carlsen (Noruega)        | 2853 | ½ | X | ½ | 1 | ½ | 0 | 0 | 1 | ½ | 1  | 5     | 3         | 21.25 | 10             |
| 3  | Hikaru Nakamura (Estats Units)  | 2814 | 0 | ½ | X | ½ | ½ | 1 | 0 | ½ | 1 | 1  | 5     | 3         | 20.25 | 8              |
| 4  | Maxime Vachier-Lagrave (França) | 2731 | ½ | 0 | ½ | X | ½ | ½ | 1 | ½ | ½ | 1  | 5     | 2         | 21.25 | 7              |
| 5  | Anish Giri (Països Baixos)      | 2793 | ½ | ½ | ½ | ½ | X | ½ | 1 | ½ | ½ | ½  | 5     | 1         | 22.25 | 6              |
| 6  | Aleksandr Grisxuk (Rússia)      | 2771 | ½ | 1 | 0 | ½ | 0 | X | ½ | 1 | 1 | 0  | 4.5   | 3         | 19.75 | 5              |
| 7  | Vesselín Topàlov (Bulgària)     | 2816 | ½ | 1 | 1 | 0 | ½ | ½ | X | 0 | ½ | ½  | 4.5   | 2         | 21    | 4              |
| 8  | Fabiano Caruana (Estats Units)  | 2808 | 0 | 0 | ½ | ½ | ½ | 0 | 1 | X | ½ | ½  | 3.5   | 1         | 15.25 | 3              |
| 9  | Viswanathan Anand (Índia)       | 2816 | ½ | ½ | 0 | ½ | ½ | 0 | ½ | ½ | X | ½  | 3.5   | 0         | 16    | 2              |
| 10 | Wesley So (Estats Units)        | 2779 | 0 | 0 | 0 | 0 | ½ | 1 | ½ | ½ | ½ | X  | 3     | 1         | 12.75 | 1              |